# Gassino Torinese
Gassino Torinese est une commune italienne de la ville métropolitaine de Turin, dans la région Piémont, en Italie.

## Administration
| Période                                  | Période  | Identité            | Étiquette | Qualité |
| ---------------------------------------- | -------- | ------------------- | --------- | ------- |
| 14 juin 2004                             | En cours | Maria Carla Varetto |           | centre  |
| Les données manquantes sont à compléter. |          |                     |           |         |

### Hameaux
- Bardassano ;
- Bussolino.

### Communes limitrophes
Settimo Torinese, San Raffaele Cimena, Rivalba, Castiglione Torinese, Sciolze, Pavarolo, Montaldo Torinese.